# إد ديفيز
إد ديفيز (بالإنجليزية: Ed Davis) مواليد 5 يونيو 1989، هو لاعب كرة سلة أمريكي يلعب مع فريق لوس أنجلوس ليكرز في الرابطة الوطنية لكرة السلة ويحمل الرقم 21. يبلغ طوله 6 قدم 10 بوصة (2.1 م).

## فرق لعب لها
- تورونتو رابتورز
- ميمفيس غريزليس
- لوس أنجلوس ليكرز

## روابط خارجية
- إد ديفيز على موقع إن بي أي (الإنجليزية)
- إد ديفيز على موقع سبورتس رفرنس (الإنجليزية)
- إد ديفيز على موقع كرة السلة الأوروبية.كوم (الإنجليزية)
- إد ديفيز على موقع إي إس بي إن.كوم (الإنجليزية)
- إد ديفيز على موقع كلية كرة السلة في سبورتس رفرنس.كوم (الإنجليزية)
- إد ديفيز على موقع ريلجم (الإنجليزية)
- إد ديفيز على موقع بروبوليرز (الإنجليزية)
- إد ديفيز على موقع سبورتس رفرنس (الإنجليزية)
- إد ديفيز على موقع سبورتس رفرنس (الإنجليزية)